# Gordon (fleuve)
Pour les articles homonymes, voir Gordon.
Le fleuve Gordon (Gordon River) est l'un des principaux cours d'eau de Tasmanie, en Australie.

## Géographie
Il prend sa source dans le centre de l'île et coule vers l'ouest. Ses principaux affluents sont la rivière Serpentine et la rivière Franklin. Il se jette dans l'océan Indien au niveau de Macquarie Harbour, sur la côte ouest de la Tasmanie.
Tout le bassin (4 974 km²) de la rivière Gordon est une zone inhabitée. On a l'habitude de distinguer deux parties au cours d'eau, une partie aval, facilement navigable par les bateaux de touriste et une partie amont séparée de la première par des gorges difficilement franchissables: Les Gordon splits. Olegas Truchanas a été le premier à les traverser.

## Aménagements
Un barrage hydroélectrique a été construit au début des années 1970 sur son cours, donnant naissance au lac Gordon.